# Serejeqa
Serejeqa (Tigrinska: ሰረጃቓ) är en stad cirka 20 kilometer nordväst om huvudstaden Asmara, Eritrea längs vägen mot Keren, cirka 75 km bort. På grund av närheten och de goda kommunikationerna till Asmara kan Serejeqa ses som en förort till huvudstaden, detta trots att Serejeqa officiellt är en del av Anseba-regionen.